# Walter Heitz
Walter Heitz (8 de dezembro de 1878 - 9 de fevereiro de 1944) foi um oficial alemão que serviu no Deutsches Heer durante a Segunda Guerra Mundial. Foi condecorado com a Cruz de Cavaleiro da Cruz de Ferro com Folhas de Carvalho. Heitz foi capturado pelos soviéticos em janeiro de 1943, perto do fim da batalha de Stalingrado. Ele faleceu um ano depois, num campo de prisioneiros.

## Condecorações
| Cruz de Ferro (1914) 2ª Classe                                      |                        |
| Cruz de Ferro (1914) 1ª Classe                                      |                        |
| Distintivo de Feridos (1914) em Preto                               | 1918                   |
| Cruz Hanseática de Hamburgo                                         |                        |
| Cruz de Cavaleiro da Ordem da Casa de Hohenzollern com Espadas      |                        |
| Cruz de Honra da Guerra Mundial 1914/1918                           |                        |
| Condecoração por longo tempo de serviço na Wehrmacht 4ª a 1ª Classe |                        |
| Cruz de Ferro (1939) 2ª Classe                                      | 10 de outubro de 1939  |
| Cruz de Ferro (1939) 1ª Classe                                      | 19 de maio de 1940     |
| Medalha da Frente Oriental                                          |                        |
| Cruz Germânica em Ouro                                              | 22 de abril de 1942)   |
| Cruz de Cavaleiro da Cruz de Ferro                                  | 4 de setembro de 1940  |
| Cruz de Cavaleiro da Cruz de Ferro com Folhas de Carvalho nº 156    | 21 de dezembro de 1942 |